# San Vito di Cadore
San Vito di Cadore es una localidad y comune italiana de la provincia de Belluno, región de Véneto, con 1.718 habitantes.

## Evolución demográfica
| Gráfica de evolución demográfica de San Vito di Cadore entre 1861 y 2001 |
|                                                                          |
| Fuente ISTAT - elaboración gráfica de Wikipedia                          |